# Frédéric IV de Salm-Kyrbourg
Frédéric IV, prince de Salm-Kyrbourg (Frederik Ernst Otto Philip Anton Furnibert ; Paris, 14 décembre 1789 – Bruxelles, 14 août 1859) est le prince de Salm-Kyrburg, Ahaus et Bocholt de 1794 à 1813. Il est le fils et successeur du prince Frédéric III de Salm Kyrbourg et de son épouse, Jeanne Françoise de Hohenzollern-Sigmaringen.

## Biographie
Sa mère meurt en 1790, au Château de Kirn, et son père est guillotiné à Paris pendant la Terreur, le 25 juillet 1794. 
Au cours de sa minorité, son tuteur est sa tante, Amélie Zéphyrine de Salm-Kyrbourg. 
En 1801, la principauté est retirée du Saint-Empire romain germanique à la paix de Lunéville, et en 1806, il devient l'un des membres fondateurs de la confédération du Rhin, pour obtenir une protection de Napoléon et la liberté de l'action. 
En compensation de la perte de la principauté de Salm-Kybourg, sur la rive gauche du Rhin, la médiatisation de 1803 accorde à Salm-Kybourg plus d'un tiers de la partie sécularisée des terres des princes-évêques de Munster dans le district de Bocholt et Ahaus pour compenser sa perte en 1801. Les deux autres tiers sont octroyées à Constantin de Salm-Salm en compensation de sa perte de terres sur le Rhin. Les princes de Salm-Salm et de Salm-Kyrbourg règnent sur ces terres conjointement au titre de la Principauté de Salm.
Le 13 décembre 1811, Frédéric IV et Constantin Alexandre perdent Salm entièrement annexé par le régime impérial français. Deux ans plus tard, Salm est annexée à la Prusse par le Congrès de Vienne, en mettant fin à la principauté de Salm-Kybourg. Les descendants de Frédéric IV conservent leurs titres et les autres territoires de la famille.

### Mariage et descendance
Le 11 janvier 1815, il épouse Cécile Rosalie Prévôt, baronne de Bordeaux (1783-1866). 
Leur seul enfant est le prince Frédéric Ernest Joseph Auguste de Salm Kyrbourg (1823-1887), marié à Paris le 21 mars 1844 avec la princesse Eléonore de La Trémoïlle (1827-1846), fille de Charles Bretagne Marie de La Trémoïlle, duc de La Trémoïlle, duc de Thouars, prince de Tarente, et de sa deuxième épouse, Marie Virginie de Saint Didier. Dont postérité.